# Bennone (vescovo di Como)
Bennone (anche Benno) (... – Como, 1061) è stato un vescovo cattolico italiano.

## Biografia
Di probabile origine tedesca, anche se non di Meißen come supposto da alcuni studiosi, fu designato dall'imperatore vescovo di Como verso il 1049. Scarsi sono i documenti riguardanti il suo episcopato. Un primo documento del febbraio 1054 menziona la sua presenza a un placito imperiale relativo a una controversia patrimoniale tra il monastero femminile di San Teodata di Pavia e il vescovo Ubaldo di Cremona.
Secondo alcuni studiosi, fu il patrocinatore della fondazione dell'abbazia di San Giuliano a Como nel 1050; ma dell'abbazia non esistono documenti precedenti all'inizio del XII secolo e questo ha portato altri studiosi, come G. Rovelli, alla conclusione che la fondazione sia successiva all'episcopato di Bennone.
All'inizio i rapporti con l'imperatore furono cordiali come con gli altri suoi predecessori: con un diploma del novembre 1055 Enrico III aveva rinnovato con un diploma imperiale da Volargne la conferma del contado di Bellinzona con le sue pertinenze, i mercati di Como e di Lugano, la villa di Barzanò, le case porticate di Pavia, la pieve di Lugano con le sue rendite ed i suoi possessi.
I rapporti peggiorarono dopo il 1055, al rientro di Enrico III in Germania, quando i vescovi lombardi iniziarono una opposizione sia per motivi meramente economici e giurisdizionali, ma anche per insoddisfazione per le mancate promesse di riforma della Chiesa. Da un certo momento in poi gli atti privati dell'area sotto il controllo della diocesi non riportarono più l'indicazione dell'imperatore, segno che i rapporti con l'imperatore Enrico III erano peggiorati; infatti, in un diploma dell'imperatore Enrico IV del 20 maggio 1065, successivo alla morte del vescovo Bennone, si parla della restituzione al vescovo Rainaldo della contea chiavennate con il ponte, con i dazi e con ogni sua rendita e si afferma chiaramente a
e si manifesta l'intenzione che, dopo la restituzione, tutto questo 
Al conte Everardo, che da Enrico III aveva ottenuto la contea chiavennate, furono date in cambio da Enrico IV altre terre. Da mettere in evidenza, però, che non tutti gli studiosi ritengono autentico il diploma.
Il vescovo Bennone fu assassinato in circostanze mai chiarite nel 1061; il papa Alessandro II diede incarico al successore Rainaldo di procedere in giudizio contro il canonico Guillando, su cui pesavano forti sospetti. Anche i motivi dell'omicidio non sono noti; sono state proposte due differenti possibilità, entrambe non suffragate da prove, una prima legate alle frequenti dispute, svoltesi per tutta la prima metà dell'XI secolo, tra il vescovo di Como e ai canonici per le concessioni delle chiuse e del ponte di Chiavenna e una seconda collegata ai moti patarini, che si sarebbero verificati anche a Como, dopo quelli di Milano.